# Pseudoparis tenera
Pseudoparis tenera är en himmelsblomsväxtart som först beskrevs av John Gilbert Baker, och fick sitt nu gällande namn av Robert Bruce Faden. Pseudoparis tenera ingår i släktet Pseudoparis och familjen himmelsblomsväxter.
Artens utbredningsområde är Madagaskar. Inga underarter finns listade.